# 서치나
서치나(Searchina, 일본어: サーチナ)는 중화인민공화국에 관한 정보를 전문적으로 다루는 우익성향을 지향하는 일본 기업이다. 1999년 9월 1일에 설립되었다.
웹사이트 중국 정보국으로 1998년 6월에 서비스를 시작하였으며 2008년 7월에 사이트 10주년 기념으로 사이트이름을 회사명과 같은 서치나로 바꾸었다.
현재는 중국 정보를 중심으로 하면서, 금융 정보를 중심으로, 일본을 포함한 아시아 각국에 관한 정보도 전달한다.

## 회사 개요
- 상호: 주식회사 서치나
- 중국어 이름: 주식회사 新秦
- 주소: 〒103-0027 도쿄도 츄오구 니혼바시 1가 3번 11호 아사노 빌딩 7F
- 대표이사: 모토키 마사카즈
- 관련회사: 신 진상무자 詢 (상하이) 유한 공사(상하이 서치나)

## 사업 내용
금융 사업
홍콩, 상하이, 선전 시의 주가, 시황, 종목 동향, 주식 순위등의 중국주 컨텐츠나 관련 업무 시스템을 국내 증권 회사나 대기업 포털 사이트에 ASP로서 제공.중국판 회사 정보 「중국 기업 정보」의 출판 등(출판 사업에서는 현재 없음).현재, 일본주나 FX, CX, 신흥국 정보도 제공한다.
포털 사업
포털 사이트 서치나( 구·중국 정보국, 2008년 7월로 개칭)의 운영.정치, 경제, 사회, IT, 금융, 지역등 다방면에 걸치는 중국 관련 정보나, 일본주, 신흥국 시장, 아시아 등에 관한 정보를 전달.
리서치 사업
상하이의 자회사에서, 넷 리서치 모니터 39만명(09년 4 월 시점)를 기반으로 한 솔루션, 리서치, 컨설팅 서비스, 테마별 백서 계영 출판물의 간행 등. 노무라 종합연구소, 세이카-일경 연구소와 공동 연구 등을 맡고 있다.

## 같이 보기
- 중국 정보국
- 모토키 마사카즈